# Thanh Bình, Ninh Bình
	Thanh Bình		là một xã thuộc tỉnh Ninh Bình, Việt Nam. Trụ sở xã nằm cách phường Hoa Lư - trung tâm tỉnh lỵ Ninh Bình 23 km về phía Bắc.		
Theo Nghị quyết số 1674/NQ-UBTVQH15 ngày 16/6/2025 về sắp xếp các đơn vị hành chính cấp xã của tỉnh Ninh Bình năm 2025, 	sắp xếp các xã Liêm Sơn, Liêm Thuận và Liêm Túc thành xã mới có tên gọi là xã Thanh Bình.	
Xã Thanh Bình	có diện tích:	23,85	km², 	dân số:	21.685	người, mật độ dân số: 	909	người/km². 	
Đây là đơn vị có diện tích xếp thứ:	84	, số dân xếp thứ: 	114	và mật độ dân số xếp thứ: 	105	trong số 129 xã, phường ở Ninh Bình.  
Xã này nằm trên quốc lộ 1A, Đường cao tốc Bắc – Nam.

## Di tích
Xã Thanh Bình có Chùa Đùng là điểm đến du lịch nổi tiếng của ngành du lịch Ninh Bình.
1. ↑  Nghị quyết của Quốc hội về sắp xếp các đơn vị hành chính cấp xã của tỉnh Ninh Bình năm 2025